# Escuela proculeyana
La escuela de los proculeyanos fue una de las dos escuelas jurídicas más importantes en la Roma antigua, durante el período de Derecho clásico. Generalmente suele contraponerse a la escuela de los sabinianos, pues ambas presentaban opiniones jurídicas diferentes con relación a algunos asuntos puestos a su consideración.

## Desarrollo
El Derecho de Roma antigua evolucionó grandemente a lo largo de la civilización romana, al aumentar su complejidad y diversidad. Durante el período preclásico comenzaron a surgir estudiosos del derecho, a los que se les llamaba "prudentes del Derecho" (jurisprudentes), que ganaron en prestigio y reconocimiento social. Ya a inicios del período clásico, llegaron a organizarse varias escuelas jurídicas, de entre las cuales las dos más importantes fueron la escuela de los sabinianos y la escuela de los proculeyanos.
La escuela de los proculeyanos fue fundada por el jurista Marco Antistio Labeón (43 a. C. - 20 d. C.), quien resultó crítico del príncipe César Augusto y defensor de las ideas republicanas. Por esa razón, la escuela de los proculeyanos tuvo un carácter independiente, contraria a la de los sabinianos que llegó a tener el reconocimiento oficial de los emperadores. Por ello, los seguidores de la escuela de los proculeyanos no fueron amparados con el ius publici respondendi, que implicaba el aval imperial de sus dictámenes.
Entre los principales exponentes de la escuela se encuentran Próculo, que da nombre a la escuela, Celso y Nerva.
Un ejemplo de posición contraria en los argumentos de ambas escuelas puede encontrarse en la noción de mayoría de edad. Para los sabinianos, la mayoría de edad debía dictaminarse mediante un examen físico, que demostrara la madurez sexual del joven o la joven. Los proculeyanos, procurando estandarizar y brindar seguridad jurídica, propusieron que se estableciera como mayoría de edad los 12 años para las muchachas, y los 14 para los muchachos.
La escuela de los proculeyanos y la escuela de los sabinianos sostuvieron debates doctrinales y oposiciones racionales de gran nivel académico hasta aproximadamente finales del siglo II e inicios del siglo III de nuestra era, en el que sus divergencias conceptuales fueron desapareciendo y finalmente termina de tener relevancia la afiliación a una u otra.